# Byaramadu, Hiriyur
Byaramadu là một làng thuộc tehsil Hiriyur, huyện Chitradurga, bang Karnataka, Ấn Độ.